# Керкіра (місто)
Ке́ркіра (грец. Κέρκυρα), італійська назва Корфу (італ. Corfù) — місто та порт Греції, головне місто острова Керкіра та столиця ному Керкіра.

## Історія та визначні місця
Місто було засноване у 8 столітті до н. е. та відоме під назвами Коркіра, Корцира або Палополіс.
Докладніше: Коркіра (Палополіс)
За право володіння Керкірою сперечалися римляни, візантійці, готи, венеційці, турки, французи, англійці. Кожні завойовники, прагнучи залишити за собою не тільки місто, але й весь острів, будували тут фортеці і палаци, тому столиця зберігає унікальне поєднання декількох культур.
Старе Місто веде свою історію з XIII століття. Це найбільший «живий» середньовічний комплекс Греції. Найбільшим на архітектуру міста був вплив венеційців, які правили тут впродовж 400 років. Найвизначнішими спорудами цього періоду є Стара фортеця (морська, XII — XVI ст.) і Нова фортеця (берегова, XVII ст.). На території Старої фортеці знаходиться музей, де проводяться щорічні виставки місцевих художників. У Старій фортеці в літній час влаштовують вистави з іонійськими народними танцями та світлозвукові шоу. Венеційці прикрасили Керкіру пам'ятниками, площами, церквами і багатоповерховими будинками з червоними дахами, так що вона стала схожа на італійське місто епохи Відродження. Під час Середземноморського походу Ф. Ф. Ушакова (1798—1800) в листопаді 1798 року фортеця була в облозі російського десанту і в лютому 1799 року капітулювала.
Докладніше: Палео-Фруріо («Стара фортеця»)
Докладніше: Нео Фруріо («Нова фортеця»)
Поруч з містом розташована Бухта Гаріця, яка є місцем стоянки багатьох дорогих приватних яхт.
Після венеційців влада над островом спочатку перейшла до французів, а потім до англійців. Від них місту дісталися площа Еспланада (або Спінада), найкрасивіша і жвава площа столиці. На площі розташований пам'ятник Іоанну Каподистрію, який був уродженцем Керкіри і першим президентом Греції. Також тут розташований перистиль генералу Томасу Мейтленду (перший Верховний комісар Британії на острові).
Докладніше: Спіанада
Вулиця Лістон, що являє собою склепінчасту галерею, де розмістилися кафе, ресторани і магазини. Вона будувалась як мініатюрна копія паризької вулиці Рю де Ріволі. Вона складається з двох довгих будівель на перших поверхах склепінних галерей, під якими розташувалися ресторани і кафе.
Докладніше: Лістон
На початку XX століття в місті мешкало близько 30 тисяч осіб.

## Палаци
Палац Святих Михайла та Георгія, який слугував резиденцією Верховному комісару, а нині розміщує у своїх залах Музей азійського мистецтва. Головна будівля палацу має три поверхи. На його фасаді є колони з тріумфальними арками, одна присвячена святому Михайлу, а друга присвячена святому Георгію. За тріумфальними арками розташовані менші, симетрично розташовані будівлі з кожного боку головної будівлі. На карнизі даху головної будівлі є скульптури скульптора Павлоса Просалентіса із зображенням семи Іонічних островів, а на середній видно ріг, який вважається англійським символом. У внутрішньому оздобленні Палацу переважає бронза та мармур, а скляний купол, розташований в центрі, дає багато сонячного світла в приміщенні палацу.
Докладніше: Палац Святих Михайла та Георгія
Палац Мон Репо, місце народження герцога Единбурзького. Наразі в палаці розташований музей.
Докладніше: Мон Репо
Поруч з палацом Мон Репо перебувають руїни стародавнього міста Коркіри у тому числі руїни античних храмів та ранньохристиянської церкви, а саме:
- Храм Артеміди;
- Храм Гери;
- Храм Кардакі;
- Ранньохристиянська базиліка Палополіса.

## Музеї
Як і в практично будь-якому грецькому місті, у Керкірі є Археологічний музей, де можна побачити залишки місцевого храму Артеміди, датованого 590 до н. е.
Докладніше: Археологічний музей Керкіри
В місті є інші музеї, які відтворюють важливі для острова події та особливості побуту, культури тощо, зокрема:
- Музей банкнот;
- Візантійський музей Антивуніотиса;
- Музей філармонії;
- Сербський музей ;
- Музей живої історії Casa Parlante.

## Церкви
У центрі міста знаходиться собор Святого Спиридона (16 століття) — покровителя острова. У церкві зберігається саркофаг з мощами святого і дари від вірних.
Докладніше: Собор Святого Спиридона
Серед інших церков цікаві Катедральний собор Богородиці Спілеотиса, де зберігаються стародавні візантійські ікони та ікони Іонічної школи.
Докладніше: Кафедральний собор Панагія Спілеотиса
Незвичайна церква Святого Георгія на території Старої фортеці, яка була побудована англійцями в доричному стилі і нагадує давньогрецький храм. Церква Святих Ясон і Сосипатр (12 ст.), вважається найяскравішим пам'ятником Візантії.
Докладніше: Церква святих Ясона і Сосіпатра
Серед католицьких соборів цікавим є Собор Святого Якова та Святого Христофора, який є базилікою з дерев'яним дахом та шістьма бічними каплицями (по три з кожної бокової сторони храму), які з'єднані з основним простором арочними отворами. Загальна площа храму з каплицями понад 600 кв.м. ентральна частина фасаду двоповерхова складається з трьох частин, оздоблених тосканськими пілястрами з трикутним фронтоном. По обидва боки від центральної частини фасаду з фронтоном по бокових частин першого поверху фасаду розташовуються вигнуті елементи (леза). Улаштування фасаду нагадує деякі приклади церков пізнього бароко у Венеції. Також на фасаді розташована Дзвіниця із зубцями та в глибині церкви пірамідальна вежа.
Старе місто Керкіри 2007 року було занесене до списку Світової спадщини ЮНЕСКО.

## Консульства у Керкірі
- Австрія 3 K. Zavitsianou St. Corfu 49100
- Бельгія: 44 Alexandras Av Corfu 49100
- Кіпр: 8 Sotiros St. Corfu 49100
- Данія: 12 Ethnikis Antistasis Corfu 49100
- Фінляндія: Hotel Annaliza Pirgi Corfu 49100
- Франція: 22 I. Polyla St. Corfu 49100
- Німеччина: 57 Guilford St. Corfu 49100
- Ірландія: 20A Kapodistriou St. Corfu 49100
- Італія: 10 Alexandras Av. Corfu 49100
- Нідерланди: Kapodistriou & 2 Idromenon St. Corfu 49100
- Норвегія: 7 Donzelot St. Corfu 49100
- Португалія: Hotel «Ermones Beach» Corfu 49100
- Сербія: 19 Moustoxidou St. Corfu 49100
- Іспанія: 3 Sofokleus Dousmani St. Corfu 49100
- Швеція: Skaramaga Sq. Corfu 49100
- Есватіні: Corfu Palace Hotel Corfu 49100
- Велика Британія: 2 Alexandras Av & Menekratous St. Corfu 49100